# Kreis Zerbst
| Basisdaten                           | Basisdaten                                               |
| ------------------------------------ | -------------------------------------------------------- |
| Bezirk der DDR                       | Magdeburg                                                |
| Kreisstadt                           | Zerbst                                                   |
| Fläche                               | 707 km² (1989)                                           |
| Einwohner                            | 38.592 (1989)                                            |
| Bevölkerungsdichte                   | 55 Einwohner/km² (1989)                                  |
| Kfz-Kennzeichen                      | H und M (1953–1990) HZ und MZ (1974–1990) ZE (1991–1994) |
|                                      |                                                          |
| Der Kreis Zerbst im Bezirk Magdeburg |                                                          |

Der Kreis Zerbst war ein Landkreis im Bezirk Magdeburg der DDR. Von 1990 bis 1994 bestand er als Landkreis Zerbst im Land Sachsen-Anhalt fort. Sein Gebiet liegt heute in den Landkreisen Anhalt-Bitterfeld und Jerichower Land in Sachsen-Anhalt. Der Sitz der Kreisverwaltung befand sich in Zerbst.

## Geographie
Der Kreis Zerbst lag nördlich von Dessau am rechten Elbufer. Er grenzte im Uhrzeigersinn im Norden beginnend an die Kreise Loburg (bis 1957) bzw. Burg und Brandenburg (ab 1957), Belzig, Roßlau, Köthen sowie Schönebeck.

## Geschichte
Bereits seit 1863 existierte in Anhalt ein Landkreis Zerbst, der seit 1945 zum Land Sachsen-Anhalt und somit seit 1949 zur DDR gehörte. Am 25. Juli 1952 kam es in der DDR zu einer umfangreichen Verwaltungsreform, bei der unter anderem die Länder der DDR ihre Bedeutung verloren und neue Bezirke eingerichtet wurden. Der damalige Landkreis Zerbst gab Gemeinden an den neuen Kreis Roßlau ab. Aus dem verbleibenden Kreisgebiet wurde der neue Kreis Zerbst mit Sitz in Zerbst gebildet. Der Kreis wurde dem neugebildeten Bezirk Magdeburg zugeordnet.
Am 20. Juni 1957 wurde der Kreis Zerbst um die Gemeinden Brietzke-Kalitz, Dalchau, Hobeck, Isterbies, Ladeburg, Leitzkau, Loburg, Rosian, Schweinitz und Zeppernick des aufgelösten Kreises Loburg vergrößert.
Am 17. Mai 1990 wurde der Kreis in Landkreis Zerbst umbenannt. Anlässlich der Wiedervereinigung der beiden deutschen Staaten wurde der Landkreis 1990 dem wiedergegründeten Land Sachsen-Anhalt zugesprochen. Bei der ersten Kreisreform in Sachsen-Anhalt, die am 1. Juli 1994 in Kraft trat, ging er im Landkreis Anhalt-Zerbst auf.

## Einwohnerentwicklung
| Jahr      | 1960   | 1971   | 1981   | 1989   |
| Einwohner | 44.543 | 43.900 | 40.260 | 38.592 |

## Städte und Gemeinden
Nach der Eingliederung von Teilen des Kreises Loburg im Jahre 1957 gehörten dem Kreis Zerbst die folgenden Städte und Gemeinden an:
| - Badetz - Bias (ab 1966) - Brietzke-Kalitz - Buhlendorf - Dalchau - Deetz - Dobritz - Dornburg - Garitz - Gehrden - Gödnitz | - Grimme - Güterglück - Hobeck - Hohenlepte - Isterbies - Jütrichau - Ladeburg - Leitzkau - Leps - Lindau, Stadt - Loburg, Stadt | - Lübs - Luso - Moritz - Nedlitz - Nutha - Pakendorf - Polenzko - Prödel - Pulspforde - Reuden - Rosian | - Schweinitz - Steckby - Steutz - Straguth - Walternienburg - Zeppernick - Zerbst, Stadt - Zernitz |

Nach 1957 gab es außerdem die folgenden Gebietsänderungen:
- Pakendorf wurde am 1. Juli 1966 aufgelöst und auf Jütrichau sowie die neugebildete Gemeinde Bias aufgeteilt.
- Brietzke-Kalitz und Dalchau wurden am 1. Januar 1974 nach Zeppernick eingemeindet.
- Garitz wurde am 1. Januar 1974 nach Bornum eingemeindet.
- Gehrden und Prödel wurden am 1. Januar 1974 nach Lübs eingemeindet und am 1. April 1990 wieder zu eigenen Gemeinden.
- Isterbies wurde am 1. Januar 1974 nach Rosian eingemeindet.
- Schweinitz wurde am 1. Januar 1974 nach Rosian eingemeindet und wurde am 1. April 1990 wieder eine eigene Gemeinde.
- Steckby wurde am 1. Januar 1974 nach Steutz eingemeindet.

## Wirtschaft
Wichtige Betriebe waren unter anderem:
- VEB Schraubenwerk Zerbst; (zuletzt Betriebsteil des VEB Schraubenwerk Magdeburg im Kombinat Wälzlager und Normteile)
- VEB Werkzeugmaschinenfabrik Zerbst; (zuletzt Teil des Werkzeugmaschinenkombinats „7. Oktober“)
- VEB Getränke Zerbst; (zuletzt Teil des Getränkekombinats Magdeburg)

## Verkehr
Dem überregionalen Straßenverkehr dienten die F 184 von Magdeburg über Zerbst nach Dessau, die F 187a von Köthen über Zerbst nach Coswig sowie die F 246 von Magdeburg über Loburg nach Belzig.
Der Kreis war mit den Strecken Berlin–Güterglück–Calbe, Magdeburg–Zerbst–Dessau (Bahnstrecken Biederitz–Trebnitz und Trebnitz–Leipzig) und Magdeburg–Loburg in das Eisenbahnnetz der DDR eingebunden.

## Kfz-Kennzeichen
Den Kraftfahrzeugen (mit Ausnahme der Motorräder) und Anhängern wurden von etwa 1974 bis Ende 1990 dreibuchstabige Unterscheidungszeichen, die mit den Buchstabenpaaren HZ und MZ begannen, zugewiesen. Die letzte für Motorräder genutzte Kennzeichenserie war HW 38-76 bis HW 65-00.
Anfang 1991 erhielt der Landkreis das Unterscheidungszeichen ZE. Es wurde bis zum 30. Juni 1994 ausgegeben. Aufgrund der Kennzeichenliberalisierung ist es seit dem 27. November 2012 im Landkreis Anhalt-Bitterfeld erhältlich.